# Melampyrum velebiticum
La spigarola del Velebit (nome scientifico Melampyrum velebiticum Borbás, 1882) è una piccola pianta erbacea appartenente alla famiglia delle Orobanchaceae dalle brattee variamente colorate.

## Etimologia
Il nome generico (melampyrum) deriva da due parole greche:  "mélas" (= nero) e "pyrós" (= grano), un nome usato da Teofrasto (371 a.C. – Atene, 287 a.C.), un filosofo e botanico greco antico, discepolo di Aristotele, autore di due ampi trattati botanici, per una pianta infestante delle colture di grano. L'epiteto specifico (velebiticum) deriva dal nome del Monte Velebit in Croazia luogo di uno dei primi ritrovamenti di questa specie.
Il binomio scientifico della pianta di questa voce è stato proposto dal botanico ungherese Vincze von Borbás (1844-1905) nella pubblicazione "Magyar Tudományos Akadémia Értesitöje. Budapest -9"  del 1882.

## Descrizione
Queste piante possono arrivare fino ad una altezza di 20 – 40 cm (massimo 50 cm). La forma biologica è terofita scaposa (T scap), ossia in generale sono piante erbacee che differiscono dalle altre forme biologiche poiché, essendo annuali, superano la stagione avversa sotto forma di seme e sono munite di asse fiorale eretto e spesso privo di foglie. Sono piante “emiparassite” : possono vivere sulle radici di altre piante per prelevare acqua e sali minerali, mentre sono capaci di svolgere la funzione clorofilliana (al contrario delle piante “parassite assolute”). Queste piante non anneriscono durante la disseccazione. Il colore è verde nella parte basale, mentre è screziato di blu-violetto presso l'infiorescenza dal quale risalta il giallo della parte apicale delle corolle dei fiori.

### Radici
Le radici sono tipo fittone.

### Fusto
La parte aerea del fusto è eretta e più o meno ramosa.

### Foglie
Le foglie lungo il caule sono disposte in modo opposto; sono patenti; la lamina ha una forma da lanceolato-lineare a lanceolata; sono sessili con base ottusa. Le foglie inferiori e quelle medie sono intere, mentre quelle superiori hanno generalmente 1 - 2 denti basali patenti. Dimensione delle foglie: larghezza 8 – 13 mm; lunghezza 40 – 60 mm.

### Infiorescenza
L'infiorescenza è una spiga conica non troppo densa interrotta alla base con i fiori disposti tutti dallo stesso lato e con brattee simili a foglie, più o meno violacee. Le brattee sono lunghe 10 – 15 mm con lamina intera o (quelle superiori) con 1 - 3 denti basali patenti lunghi 1 – 3 mm.

### Fiore
I fiori sono ermafroditi, zigomorfi e tetraciclici (con i quattro verticilli fondamentali delle Angiosperme: calice – corolla – androceo – gineceo). Lunghezza del fiore: 18 – 22 mm.
- Formula fiorale: per questa pianta viene indicata la seguente formula fiorale:

X, K (4), [C (2+3), A 2+2], G (2), (supero), capsula
- Calice: il calice (gamosepalo) è un tubo di 6 – 8 mm terminante con 4 denti uguali, diritti, filiformi; il calice è pubescente per peli appressati di 0,1 - 0,2 mm. I denti sono patenti e sono lunghi da poco più del tubo fino al doppio di quest'ultimo. Dimensione dei denti del calice: larghezza 1 mm; lunghezza 3 – 5 mm.
- Corolla: la corolla bilabiata (gamopetala) è un tubolare. Il colore è giallo all'apice, mentre le fauci sono aperte.
- Androceo: gli stami dell'androceo sono quattro didinami; sono inseriti nel tubo corollino, in particolare ascendono sotto il labbro superiore della corolla. Le antere sono conniventi ed hanno una loggia portante un cornetto allungato. Le sacche polliniche hanno l'estremità inferiore a forma di freccia[10],
- Gineceo: i carpelli del gineceo sono due e formano un ovario supero biloculare (derivato dai due carpelli iniziali). Lo stilo è unico lievemente più lungo degli stami ed è inserito all'apice dell'ovario; lo stimma è bifido.
- Fioritura: da giugno a agosto (settembre).

### Frutti
Il frutto è del tipo a capsula deiscente a quattro semi; la forma è obovato-compressa bivalve.

## Riproduzione
- Impollinazione: l'impollinazione avviene tramite insetti (impollinazione entomogama).
- Riproduzione: la fecondazione avviene fondamentalmente tramite l'impollinazione dei fiori (vedi sopra).
- Dispersione: i semi cadendo a terra sono successivamente dispersi soprattutto da insetti tipo formiche (disseminazione mirmecoria). Le formiche sono attratte da un piccolo corpo di olio inglobato nel seme stesso. Inoltre nella parte inferiore delle brattee sono presenti delle ghiandole nettarifere che attirano i bombi e altri insetti pronubi.

## Biologia
Queste piante sono emiparassite, ossia in parte producono clorofilla e sono capaci di assorbire in modo autonomo i minerali dal terreno, ma hanno anche la capacità di utilizzare le sostanze prodotte dalle piante a loro vicine (funzione parassitaria). I meccanismo con il quale assorbono le sostanze di altre piante è basato su piccoli austori posti al livello radicale. La pianta ospite può accettare di buon grado questo insediamento (come la specie Festuca ovina) oppure può opporsi con secrezioni di sostanze tossiche. Se l'infestazione nelle colture di cereali supera un certo livello, la farina prodotta è più scura, con un particolare odore e dal sapore più acre e disgustoso dovuto al glucoside velenoso "rinantina".

## Distribuzione e habitat

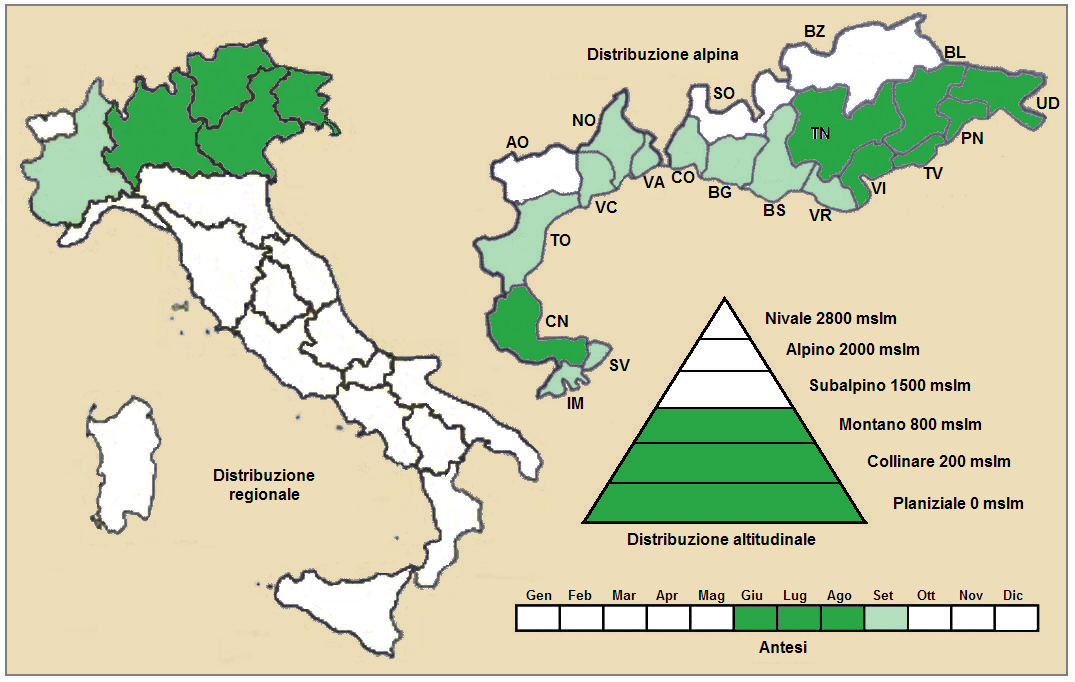
Distribuzione della pianta
(Distribuzione regionale – Distribuzione alpina)

- Geoelemento: il tipo corologico (area di origine) è Illirico.
- Distribuzione: in Italia è presente soprattutto nel Nord-Est (nelle Alpi è presente anche nel Piemonte). Fuori dall'Italia, sempre nelle Alpi, questa specie si trova in Francia (dipartimenti di Alpes-de-Haute-Provence, Hautes-Alpes, Alpes-Maritimes e Savoia). Sugli altri rilievi europei collegati alle Alpi si trova nelle Alpi Dinariche.[13]
- Habitat: l'habitat tipico per questa pianta sono i boschi termofili (soprattutto di Roverella), le aree a cespuglieti, e i boschi cedui; ma anche le schiarite forestali, i margini erbacei e gli arbusteti meso-termofili. Il substrato preferito è calcareo con pH basico, alti valori nutrizionali del terreno che deve essere secco.
- Distribuzione altitudinale: sui rilievi queste piante si possono trovare fino a 800 m s.l.m.; frequentano quindi i seguenti piani vegetazionali: collinare e montano (oltre a quello planiziale – a livello del mare).

### Fitosociologia
Dal punto di vista fitosociologico Melampyrum velebiticum appartiene alla seguente comunità vegetale:
Formazione: delle comunità delle macro- e megaforbie terrestri
Classe: Trifolio-Geranietea sanguinei
Ordine: Origanetalia vulgaris

## Tassonomia
La famiglia di appartenenza della specie (Orobanchaceae) comprende soprattutto piante erbacee perenni e annuali semiparassite (ossia contengono ancora clorofilla a parte qualche genere completamente parassita) con uno o più austori connessi alle radici ospiti. È una famiglia abbastanza numerosa con circa 60 - 90 generi e oltre 1700 - 2000 specie (il numero dei generi e delle specie dipende dai vari metodi di classificazione) distribuiti in tutti i continenti. Il genere Melampyrum è distribuito in Europa, India, Giappone e Nord America; le sue specie preferiscono climi per lo più temperati delle regioni extratropicali. Comprende circa 30 - 40 specie di cui una dozzina sono presenti nella flora spontanea italiana.

### Filogenesi
La classificazione tassonomica del Melampyrum velebiticum è in via di definizione in quanto fino a poco tempo fa il suo genere apparteneva alla famiglia delle Scrophulariaceae (secondo la classificazione ormai classica di Cronquist), mentre ora con i nuovi sistemi di classificazione filogenetica (classificazione APG) è stata assegnata alla famiglia delle Orobanchaceae e tribù Rhinantheae..
Il Melampyrum velebiticum fa parte del gruppo M. nemorosum circoscritto dai seguenti caratteri:
- le brattee superiori dell'infiorescenza all'antesi sono generalmente colorate di violetto;
- i fiori dell'infiorescenza sono rivolti tutti nella stessa direzione;

A questo gruppo appartengono sei specie (relativamente alla flora spontanea italiana):
sottogruppo con il tubo calicino ricoperto di peli patenti o ripiegati verso il basso;
- Melampyrum nemorosum L. - Spigarola violacea: i peli del tubo sono solamente di tipo patente formati da 5 - 10 cellule e lunghi più o meno 0,5 mm.
- Melampyrum vaudense (Ronn.) Soò: i peli del tubo sono solamente di tipo patente formati da 2 - 3 cellule e lunghi meno di 0,2 mm (forse presente in Piemonte).
- Melampyrum catalaunicum Freyn. - Spigarola di Catalogna: i peli del tubo inferiore sono rivolti verso il basso, quelli del tubo superiore sono eretti o patenti e sono formati da 5 - 8 cellule e sono lunghi più o meno 0,5 mm.
- Melampyrum italicum (Beauverd) Soò - Spigarola d'Italia: i peli del tubo inferiore sono rivolti verso il basso, quelli del tubo superiore sono eretti o patenti e sono formati da 2 cellule e sono lunghi più o meno 0,1 mm.

sottogruppo con il tubo calicino ricoperto di peli eretti;
- Melampyrum velebiticum Borbàs - Spigarola del Velebit: i peli sono formati da 2 cellule e sono lunghi più o meno 0,1 mm.
- Melampyrum subalpinum (Juratzka) Kerner:  i peli sono formati da 3 - 6 cellule (forse presente nel Trentino).

### Variabilità
Le specie del genere Melampyrum sono soggette al fenomeno del "polimorfismo stagionale". In particolare a quote basse dapprima si ha la fioritura "estivale" e quindi quella "autunnale". A quote più alte (alta montagna) a causa del più breve periodo di fioritura si ha una sola forma intermedia chiamata "monomorfa". Per questa specie sono descritte quattro forme stagionali:
- fioritura estivale:

- Melampyrum velebiticum Borbàs fo.velebiticum  (è la specie tipo).
- Melampyrum velebiticum Borbàs fo.markgrafianum Soò.

- fioritura autunnale:

- Melampyrum velebiticum Borbàs fo.meridionale (Murr) Soò.
- Melampyrum velebiticum Borbàs fo.italicum.

### Sinonimi
Questa entità ha avuto nel tempo diverse nomenclature. L'elenco seguente indica alcuni tra i sinonimi più frequenti:
- Melampyrum nemorosum sub-var. liguricum Beauverd (sinonimo del fo. italicum)
- Melampyrum italivum var. fiorianum Soò
- Melampyrum nemorosum subsp. delphinense (Beauverd) P. Fourn.
- Melampyrum nemorosum subsp. velebiticum (Borbás) P. Fourn.
- Melampyrum velebiticum Borbás subsp. velebiticum
- Melampyrum velebiticum subsp. meridionale  (Murr) Soó
- Melampyrum velebiticum Borbás var. velebiticum
- Melampyrum velebiticum var. meridionale  Murr

### Specie simili
Le specie Melampyrum della flora spontanea italiana si dividono in cinque "gruppi di specie" principali non sempre di facile distinzione:
- Gruppo A: M. cristatum
- Gruppo B: M. arvense, M. barbatum, M. fimbriatum e M. variegatum
- Gruppo C: M. nemorosum, M. catalaunicum, M. italicum e M. velebiticum
- Gruppo D: M. sylvaticum
- Gruppo E: M. pratense

Il disegno (sotto) mostra i caratteri del calice e delle brattee di questi cinque gruppi.

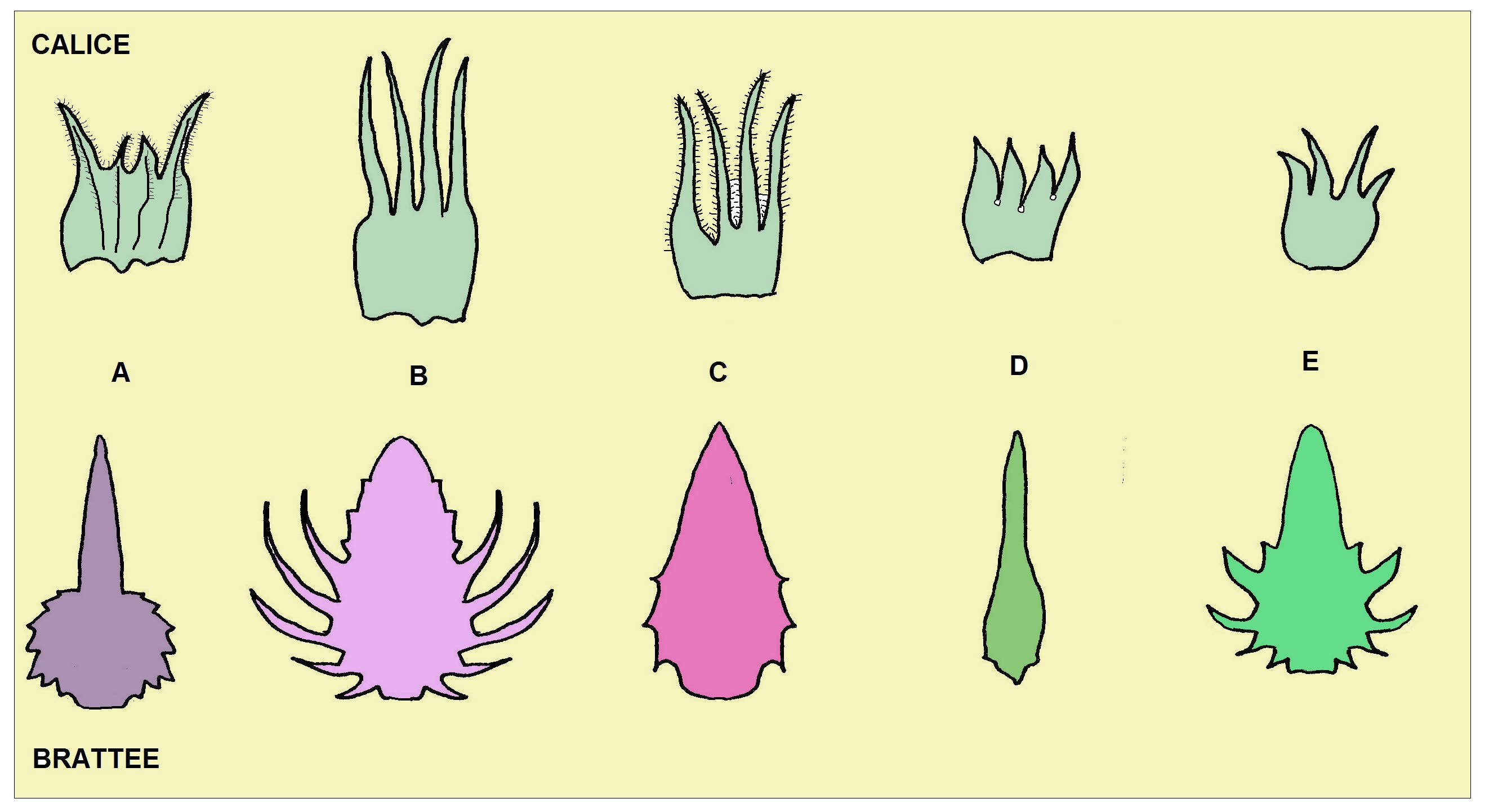
Calice e brattee dei cinque gruppi di Melampyrum
(A:M. cristatum - B:M. arvense - C:M. nemorosum - D:M. sylvaticum - E:M. pratense)

Nel dettaglio il M. velebiticum si distingue dal M. nemorosum oltre che per la pubescenza (vedi sopra) anche per la lamina fogliare (in velebiticum sono più lanceolate che lineari e con base allargata) e per la dentatura delle brattee (in velebiticum la dentatura non supera la metà della lunghezza della brattea). Un'altra specie simile è Melampyrum subalpinum (Juratzka) Kerner che comunque si distingue per i lunghi peli pluricellulari sui nervi e sui bordi del calice. Quest'ultima specie sembra non sia presente nella flora spontanea italiana.

## Altre notizie
Il  melampiro del Velebit in altre lingue è chiamato nei seguenti modi:
- (DE)  Velebit-Wachtelweizen
- (FR)  Mélampyre du Velebit